# Gaetano Costa
Gaetano Costa (Caltanissetta, 1er mars 1916 - Palerme, 6 août 1980) est un partisan et magistrat italien, assassiné par Cosa nostra.

## Biographie

### Jeunesse
Né à Caltanissetta, Gaetano Costa y suit ses études avant d'aller étudier le droit à l'université de Palerme. Il y rencontre également Rita Bartoli, qu'il épouse, et côtoie avec elle Pompeo Colajanni, chef de file local du Parti communiste auquel Costa a adhéré clandestinement dans sa jeunesse. 
Après avoir réussi le concours de magistrature, il participe aux combats de la Seconde Guerre mondiale comme officier dans l'aviation, obtenant deux croix de guerre. Après l'armistice du 8 septembre 1943, il a rejoint les partisans du Val de Suse. 

### Magistrat à Rome et Caltanissetta
À l'issue de la guerre, il débute au tribunal de Rome, puis obtient sa mutation au parquet de Caltanissetta où il fait l'essentielle de sa carrière. Comme procureur adjoint puis procureur général, il assiste dans les années 1960 aux mutations de la mafia qui s'infiltre de plus en plus dans l'administration publique et aspire à de nouvelles mesures législatives permettant de lutter plus efficacement contre la criminalité organisée.
Dans sa ville natale, il fréquente notamment l'éditeur Salvatore Sciascia, l'ancien partisan Gino Cortese, Emanuele Macaluso, Leonardo Sciascia.

### Procureur général de Palerme
Il est nommé procureur général de Palerme en janvier 1978.
Cette nomination est contestée à cause de son origine (il n'est pas né dans la province de Palerme), de son militantisme communiste et de ses méthodes (mêlant investigations patrimoniales, lutte contre le trafic de drogue et enquêtes sur les la présence mafieuse dans l'administration publique).  Il déclare alors : « J'arrive dans un milieu où je ne connais personne, je suis distrait et peu physionomiste. Ce sont des circonstances qui provoqueront des malentendus. Dans cette situation, il est inévitable que mon intégration provoque également des phénomènes de rejet. Si la discussion se développe cependant sans arrière-pensées, aussi vive, polémique et stimulante soit-elle, elle ne nous privera pas d'une sérénité substantielle. Mais si la discussion est polluée par des relations d'inimitié, d'interlocuteurs hostiles et pleins de réserves, on arrivera fatalement à la dispute. »
Il dirige particulièrement l'enquête sur les liens entre les mafias siciliennes et américaines pour le trafic international de drogue, confiée à Giovanni Falcone, alors substitut du procureur. Il signe seul les ordres d'arrestation de 55 personnes que personne d'autres ne veut assumer, dont ceux du puissant entrepreneur immobilier Rosario Spatola et des membres des familles Gambino et Inzerillo. Il enquête pareillement sur les marchés publics truqués de la municipalité de Palerme.
À propos de la mafia, il a été retrouvé une note de sa main dans laquelle il la décrit  peu avant sa mort comme « une intermédiation concrète dans toutes les activités illégales, entre la politique, la finance, les banques, le citoyen “honoré” et la criminalité associée et organisée. »

### Meurtre
Il est assassiné en pleine rue de Palerme, Via Cavour, près de son domicile, le mercredi 6 août en début de soirée. Seul et sans escorte alors qu'il en avait le droit, il est touché par trois balles tirées dans le dos par deux tueurs à moto sous la direction du clan de Salvatore Inzerillo. Il meurt peu après son arrivée à l'hôpital. Quelques jours plus tôt, les enquêteurs de Palerme ont découvert un laboratoire clandestin capable de produire 400 kilos d'héroïne par mois pour le trafic international.
Il est enterré au cimetière de Sainte-Ursule à Palerme.
Dirigeant l'enquête vers les trafiquants de drogue ou criminels ordinaires, contre l'avis du PCI et de Pio La Torre, qui y voient l'œuvre de Cosa nostra, la justice n'a su identifier de coupable à ce meurtre, qui s'inscrit dans la série des « cadavres exquis » à l'époque de la deuxième guerre de la mafia. Rocco Chinnici lui succède et est à son tour tué en 1983.
Une fondation est créée à sa mémoire pour financer les actions antimafia de la société civile. Sa femme, Rita Bartoli Costa, est ensuite élue à l'Assemblée régionale sicilienne sous les couleurs du Parti communiste italien.

## Décorations
- Médaille d'or de la valeur civile